# Metriocnemus fractinervis
Metriocnemus fractinervis är en tvåvingeart som först beskrevs av Jean-Jacques Kieffer 1918.  Metriocnemus fractinervis ingår i släktet Metriocnemus och familjen fjädermyggor.
Artens utbredningsområde är Turkiet. Inga underarter finns listade i Catalogue of Life.